# Franz Hitze

Franz Hitze

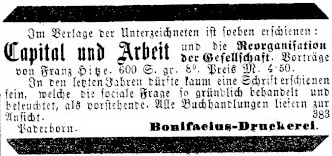
Anzeige der Bonifacius-Druckerei in der Tageszeitung Das Vaterland für Hitzes Buch Capital und Arbeit

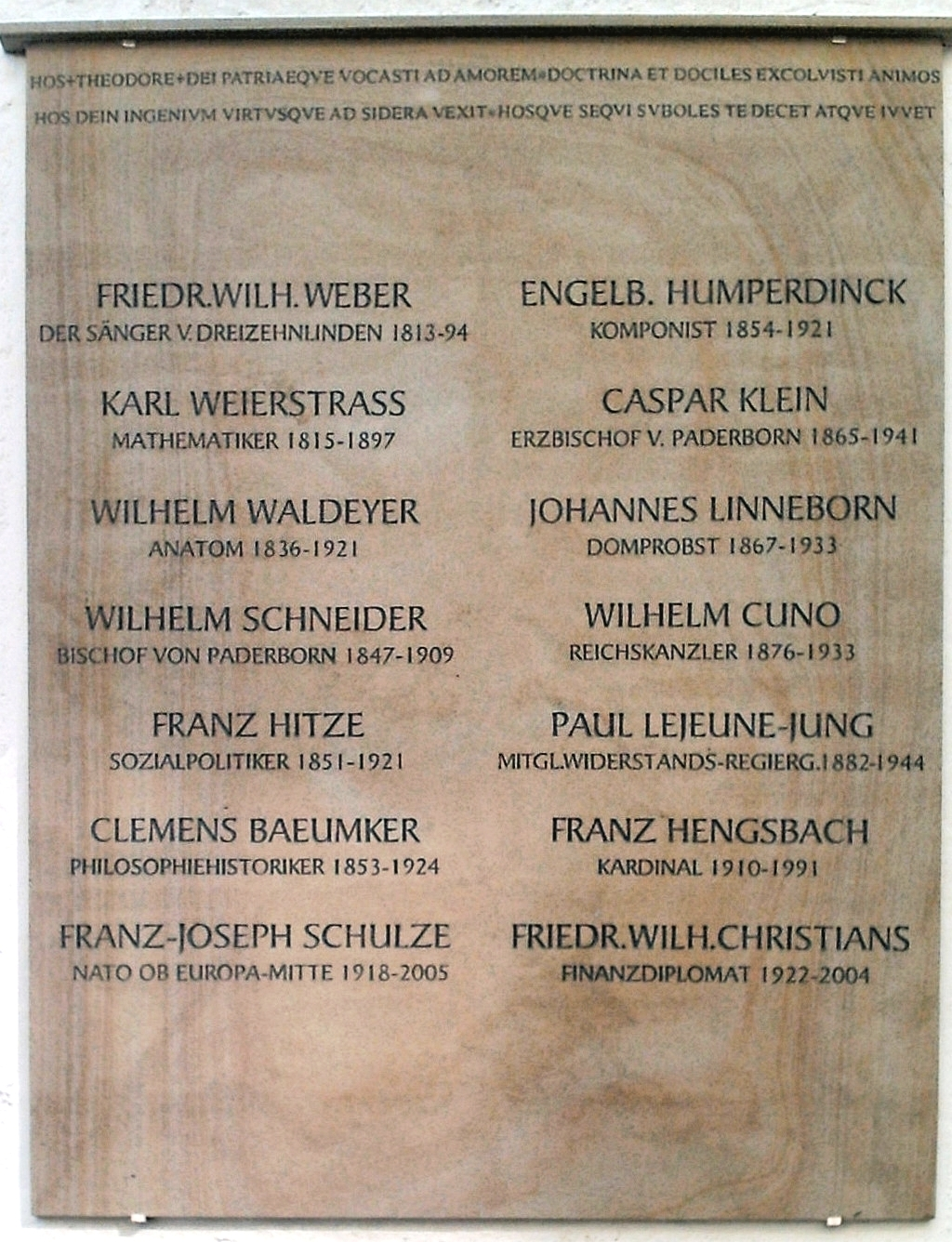
Ehrentafel am Gymnasium Theodorianum in Paderborn. Linke Seite, dritter von unten: Franz Hitze

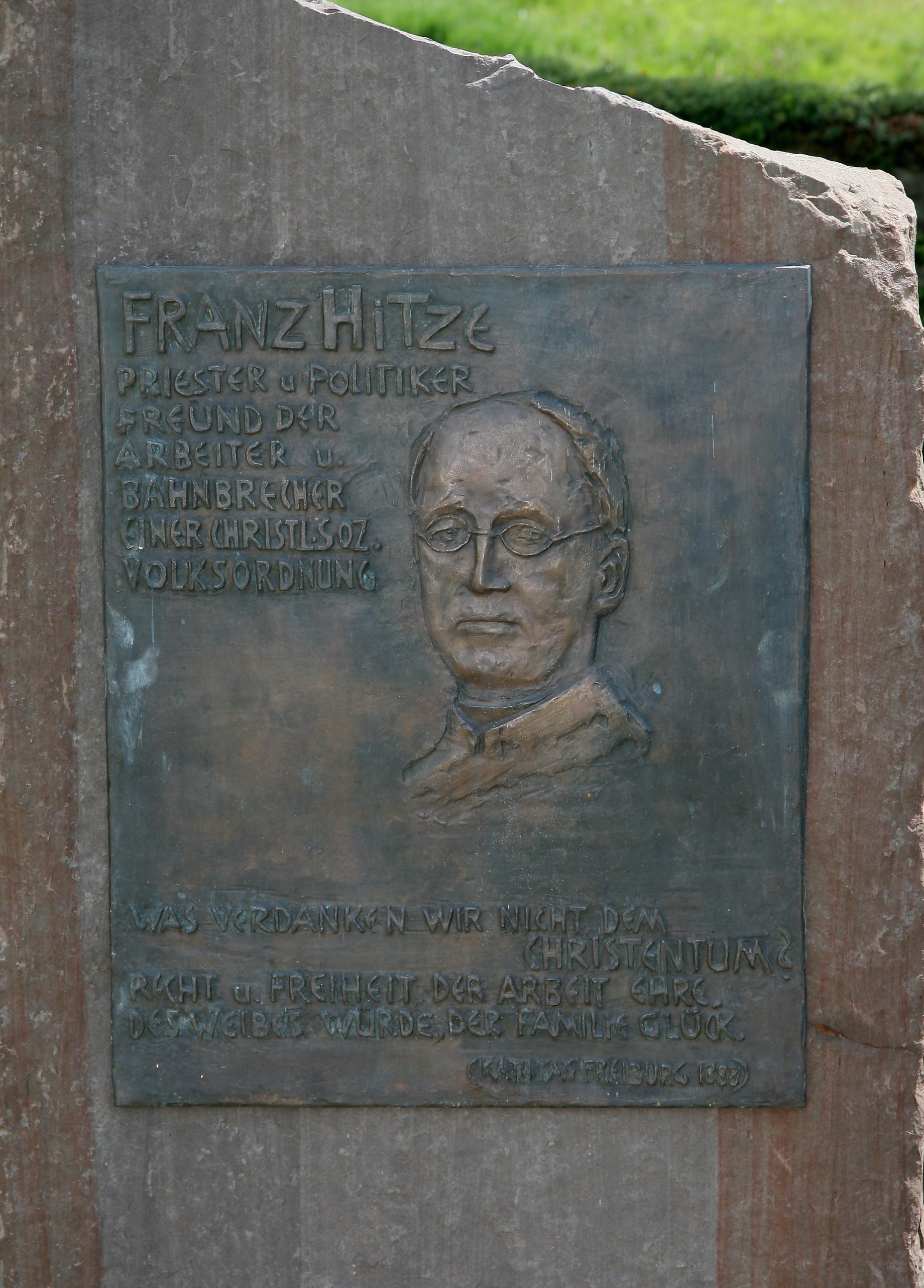
Gedenkstein an der Grabstelle in Rhode

Franz Hitze (* 16. März 1851 in Hanemicke bei Olpe; † 20. Juli 1921 in Bad Nauheim) war ein deutscher katholischer Geistlicher, Sozialethiker und Politiker der Zentrumspartei.

## Leben und Beruf
Franz Hitze war der zweite Sohn einer Bauernfamilie. Nach dem Abitur am Paderborner Gymnasium Theodorianum studierte er von 1872 bis 1877 Theologie und Philosophie in Würzburg. 1878 wurde er im Bistum Paderborn zum Priester geweiht. Von 1878 bis 1880 betrieb er Studien am Campo Santo Teutonico im Vatikan, Rom. Nach einer Ehrenpromotion zum Dr. theol. wurde er 1893 der erste Professor für Christliche Gesellschaftslehre im deutschsprachigen Raum in der Königlichen Akademie Münster und ab 1902 an der wiederbegründeten Westfälischen Wilhelms-Universität Münster. An deren Wiederbegründung hat er selbst mitgewirkt. Ab 1875 war er Mitglied im wissenschaftlichen katholischen Studentenverein Unitas-Hetania Würzburg. 1877 erschien in Paderborn Hitzes Erstveröffentlichung „Die soziale Frage und die Bestrebungen zu ihrer Lösung“, in der er die Einrichtung von Arbeiter-Produktivgenossenschaften nach dem Vorschlag Ferdinand Lassalles vorsichtig bejahte.
Hitze gilt als Vater der katholischen Arbeitervereine und Wegbereiter des Deutschen Caritasverbandes, an dessen Gründung er 1897 beteiligt war. Als Mitbegründer des Volksvereins für das katholische Deutschland (1890) setzte er sich insbesondere für soziale Belange ein, wozu auch die Erwachsenenbildungsarbeit gehörte. Er war Ehrenmitglied der katholischen Studentenverbindungen KDStV Sauerlandia Münster im CV, KStV Askania-Burgundia Berlin und Suevia-Köln im KV sowie Unitas Würzburg und half bei der Gründung einer Unitas Berlin. Seit Anfang Juni 1921 weilte er zur Erholung im Kettelerheim in Bad Nauheim, begleitet von seinem Neffen Kinderarzt Josef Schulte aus Münster.
Franz Hitze wurde im heute zu Olpe gehörenden Dorf Rhode begraben, Sitz der Pfarrei, zu der Franz Hitzes Geburtsort Hanemicke gehört.

## Abgeordneter
Hitze war von 1882 bis 1893 sowie 1898 bis 1912 Mitglied des preußischen Abgeordnetenhauses. Von 1884 bis 1918 gehörte er dem Reichstag zunächst für den Wahlkreis Geilenkirchen-Erkelenz und ab 1898 für den Wahlkreis Gladbach an. 1919/20 war er Mitglied der verfassunggebenden Weimarer Nationalversammlung. Anschließend gehörte er bis zu seinem Tode erneut dem Reichstag an.
Hitze galt als einer der einflussreichsten deutschen parlamentarischen Sozialpolitiker und der sozialpädagogische „Altmeister“ der katholischen praktisch-sozialen Arbeit. Reichskanzler Joseph Wirth schätzte den von ihm so bezeichneten „edlen Prälaten“ unter den „Koryphäen“ der Zentrumspartei als den „besten von allen, den bescheidensten, liebenswürdigsten und selbstlosesten“ Mann ein. Franz Hitze half mit, die Fundamente des heutigen Sozialversicherungssystems im Bismarckschen Reich zu legen, im Wilhelminischen Deutschland zu verstärken und in der Weimarer Republik weiter auszubauen. Er gilt als Wegbereiter der Reichsversicherungsordnung und war an der Aushandlung des Weimarer Schulkompromisses beteiligt.

„Wie aus Münster vom 20. d. gemeldet wird, ist der hervorragende Sozialpolitiker, Zentrumsabgeordneter Professor Dr. Hitze in Bad Nauheim im 71. Lebensjahr gestorben. Dr. Franz Hitze wurde im Jahre 1851 in Hannemicke in Westfalen als Sohn eines Gutsbesitzers geboren, studierte an der Würzburger Universität Theologie und Jus und war dann 1879/80 Kaplan am  deutschen Campo Santa in Rom. Er betätigte sich schon damals in hervorragender Weise auf sozialpolitischem Gebiet und wurde im Jahre 1880 Generalsekretär des Verbandes katholischer Arbeitgeber und Arbeiterfreunde, als welcher er die Zeitschrift ‚Arbeiterwohl‘ herausgab. Seit 1898 war er Professor für christliche Gesellschaftslehre an der Universität in Münster und vertrat seit 1882 den Wahlkreis M.-Gladbach im deutschen Reichstag. […] Im Reichstag und Landtag wirkte Dr. Hitze bei den wichtigsten sozialpolitischen Gesetzen in entscheidender Weise mit und war u. a. Referent für die Gewerbeordnungsnovelle der Arbeiterschutzgesetze vom Jahre 1891. Der Verstorbene, einer von den Großen des Zentrums, hat durch seine Tätigkeit wesentlich dazu beigetragen, daß das Deutsche Reich in bezug auf soziale Gesetzgebung in der vordersten Reihe der Staaten steht.“

## Ehrungen
Franz Hitze erhielt 1893 den Dr. theol. h. c. durch die Theologische Fakultät und 1908 den Dr. phil. h. c. der Westfälischen Wilhelms-Universität Münster sowie 1897 den Dr. iur. h. c. der Universität Löwen. 1903 ernannt ihn Papst Pius X. zum Päpstlichen Protonotar. Kaiser Wilhelm II. ehrte ihn mit der Verleihung des Adler- und des Kronenordens. Ferner wurde er Ehrenpräses der katholischen Gesellenvereine und Ehrenvorsitzender des Verbandes katholischer Arbeitervereine.
Nach Hitze wurden die Franz-Hitze-Straßen in Leverkusen, Düsseldorf, Köln, Hörde, Sondern, Bergisch Gladbach, Schmallenberg, Mönchengladbach, Krefeld, Weeze, Gerlingen (Gemeinde Wenden (Sauerland)), Drolshagen, Raesfeld, Paderborn, Oelde, Münster, Nottuln und Geldern, die Franz-Hitze-Wege in Harsewinkel und Netphen, die Hitzestraße in Duisburg und Bocholt sowie die Katholische Akademie Franz-Hitze-Haus des Bistums Münster benannt. Auch trägt die Grundschule im Olper Ortsteil Rhode, in dem Hitze selbst zur Schule ging, seinen Namen.
Am 3. Juni 1956 wurde im hessischen Hasselroth, Ortsteil Neuenhaßlau, eine Franz-Hitze-Gedächtniskirche konsekriert. Sie ist der Jungfrau Maria geweiht und entstand unter Patronanz des katholischen Unitas-Verbandes. An der Kirche ist ein Mosaik mit Hitzes Porträt angebracht.

## Franz-Hitze-Pilger- und Erlebnispfad
In Gedenken an Franz Hitze wurde 1996 der Franz-Hitze-Verein gegründet. Ziel war es unter anderem einen Pilger- und Erlebnispfad auf den Spuren von Franz Hitze zu planen und eine endgültige Wegführung festzulegen. Am 31. Mai 2014  wurde der Pfad offiziell eröffnet. Der Pilgerpfad umfasst insgesamt 16 Pilgerstationen und hat eine Länge von 18,5 km.

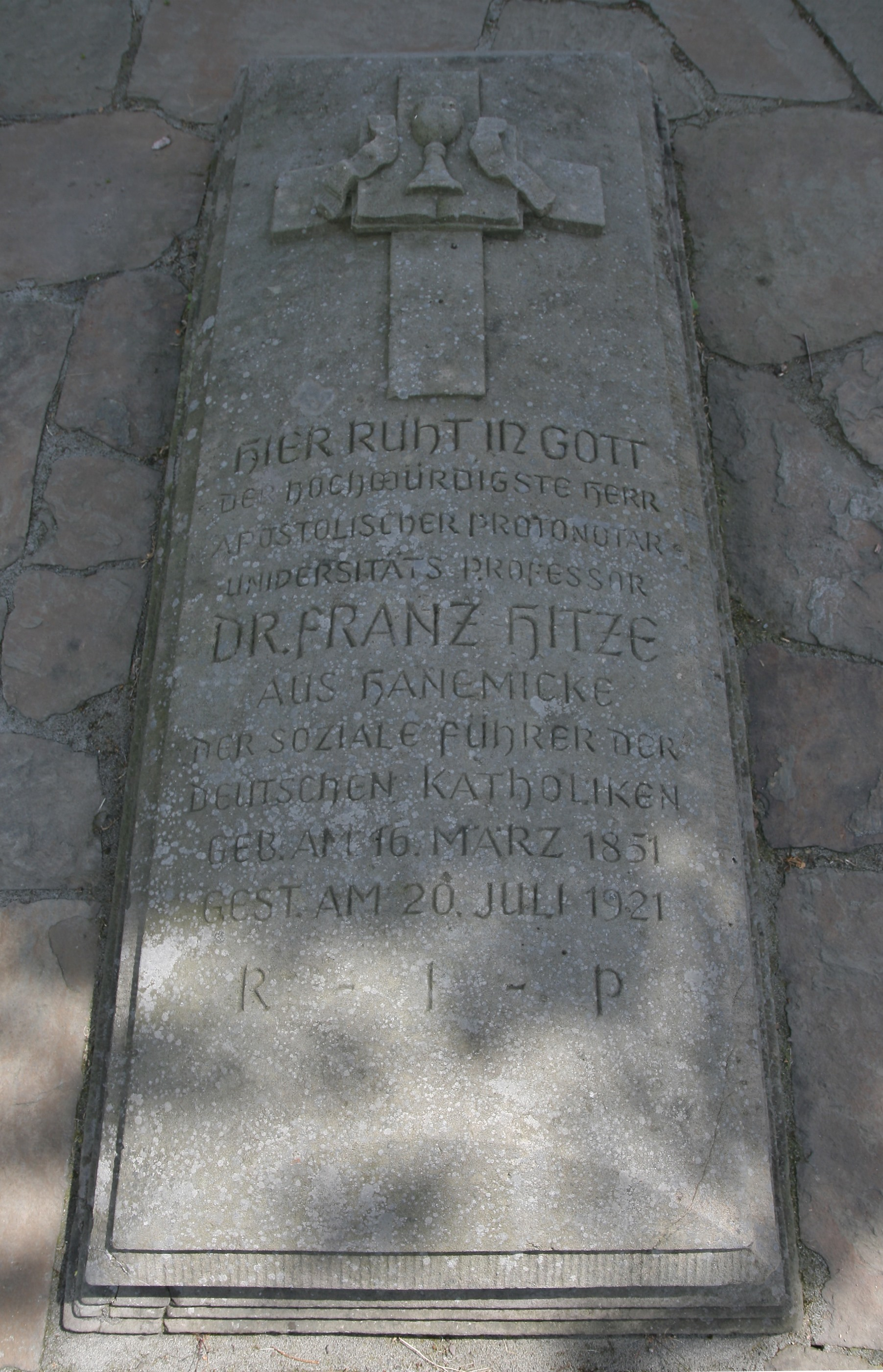
Grabplatte Franz Hitze an der Pfarrkirche Rhode

Der erste Teil des Pilger- und Erlebnispfades führt von Olpe über Rhode und Hanemicke/Sondern nach Hitzendumicke (ca. 9,5 km) mit folgenden Pilgerstationen
1. Station: Pfarrkirche St. Martinus, Kurkölner Platz mit Geschichtsbrunnen, Olpe
2. Station: Kapelle der „Vierzehn Nothelfer“, Rhode
3. Station: Pfarrkirche St. Cyriakus mit Grabstätte von Franz Hitze, Rhode
4. Station: Stader Kreuz
5. Station: Franz-Hitze-Gedächtnisstuhl, Stade
6. Station: Bildstock „Madonna am Weg“ am Diehlberg, Sondern
7. Station: Geburtshaus von Franz Hitze, Hanemicke
8. Station: Kapelle „Zur schmerzhaften Mutter“, Hanemicke
9. Station: „Maria-Hilf-Kirche“, Sondern
10. Station: Hitzenkreuz
11. Station: Kapelle „St. Valentin“, Hitzendumicke
Der zweite Teil führt von Hitzendumicke über die Höhen bei Eichhagen nach Alperscheid und weiter über Rosenthal und Ronnewinkel zum Ausgangspunkt nach Olpe (ca. 9 km).
12. Station: Bildstock „Madonna am Weg“
13. Station: Großes Holzkreuz „Zum Dank“ am Rande der „Holzschlade“
14. Station: Hofkreuz Deimel „Zur Erinnerung“, Alperscheid
15. Station: Marien-Bildstock am Haus Jung, Rosenthal
16. Station: Kapelle „St. Valentin“ am Obersee, Ronnewinkel

## Veröffentlichungen
- Die soziale Frage und die Bestrebungen zu ihrer Lösung, 1877.
- Die Quintessenz der sozialen Frage. Paderborn 1880.
- Kapital und Arbeit und die Reorganisation der Gesellschaft, Vortragssammlung, Bonifacius-Verlag, Paderborn 1880 (ULB Münster)
- Schutz dem Handwerk! Paderborn, Bonifacius-Verlag, 1883 (ULB Münster)
- Aufgaben und Organisation katholischer Arbeitervereine, Köln 1886.
- Schutz dem Arbeiter! Köln 1890.
- Die Arbeiterfrage und die Bestrebungen zu ihrer Lösung. Nebst Anlage: Die Arbeiterfrage im Lichte der Statistik M. Gladbach, 1905., 4. verb. und erg. Ausg
- Was jeder bezüglich der Invalidenversicherung wissen muß. Vermehrte und verbesserte Ausg. Berlin 1907.
- Liberaler Wahlspiegel in verbesserter und vermehrter Auflage. [Flugblatt], M.Gladbach 1907. (Digitalisat)
- Abriß der Agrarfrage. M.Gladbach 1908.
- Zur Würdigung der deutschen Arbeiter-Sozialpolitik. Kritik der Bernhardschen Schrift: Unerwünschte Folgen der deutschen Sozialpolitik. M. Gladbach 1913.
- Die Arbeiter-Sozialpolitik in: Philipp Zorn, Herbert von Berger (Schriftleitung): Deutschland unter Kaiser Wilhelm II. Hrsg. von Siegfried Körte, Friedrich Wilhelm von Loebell u. a. 3 Bände. R. Hobbing, Berlin 1914.
- Geburtenrückgang und Sozialreform. M. Gladbach 1917.
- Kapital und Arbeit und die Reorganisation der Gesellschaft. Nachwort zu der gleichnamigen Schrift. In: Deutsche Arbeit. Jg. 6 (1921). S. 41–70.
- Herausgeberschaft zusammen mit Wilhelm Hohn, Soziale Kultur. Der Zeitschrift Arbeiterwohl und der Christlich-sozialen Blätter Neue Folge. M.Gladbach 1905 ff.